# スロー・ジン

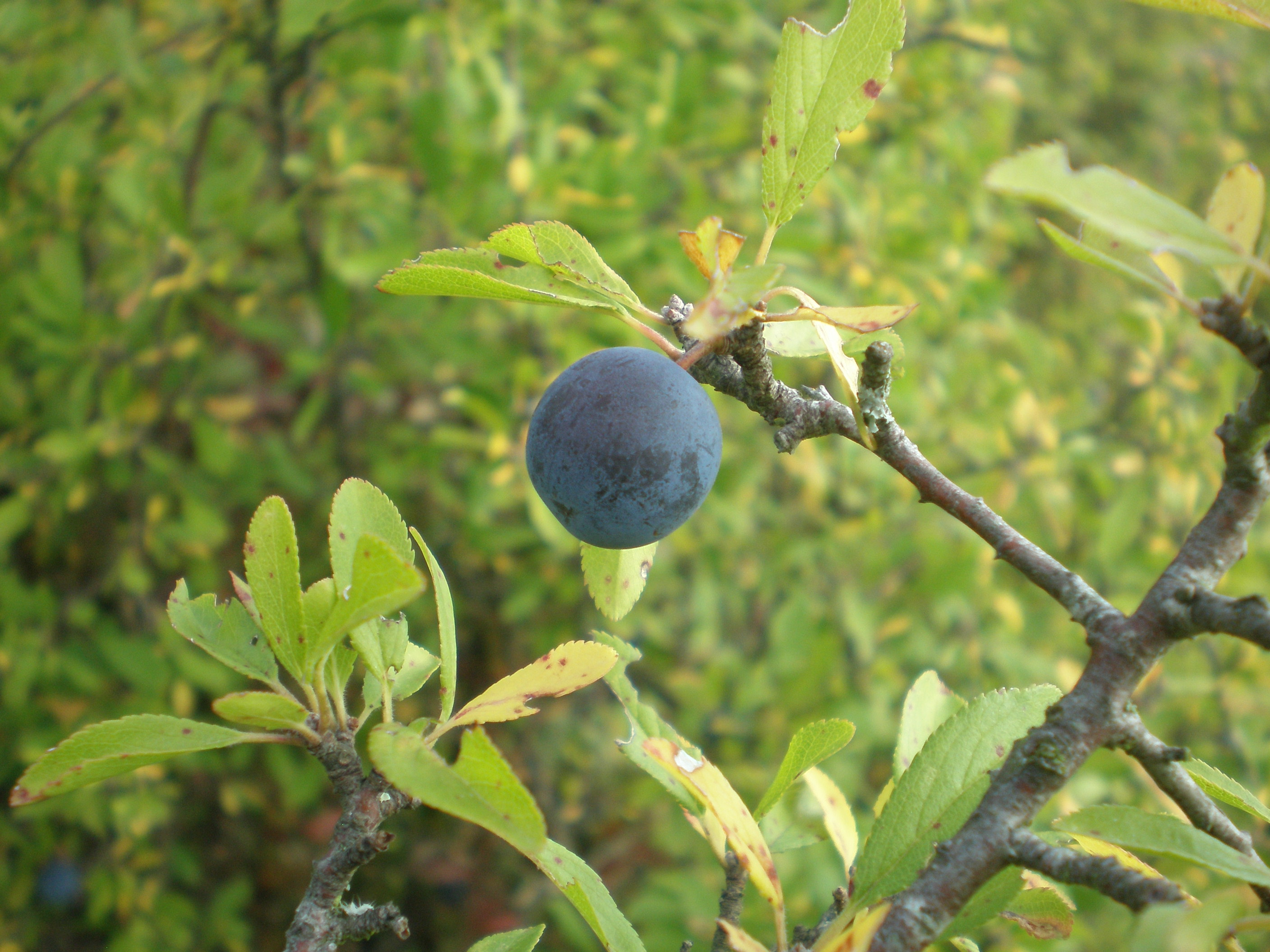
原料となるスロー・ベリー

スロー・ジン（Sloe Gin）とは、リキュールの1種である。蒸留酒にスモモの仲間であるスローベリーを浸漬することによって作られている。イギリスで発祥したと言われており、その原型は酒とスローベリーを使って家庭で作られた混成酒だった。

## 歴史

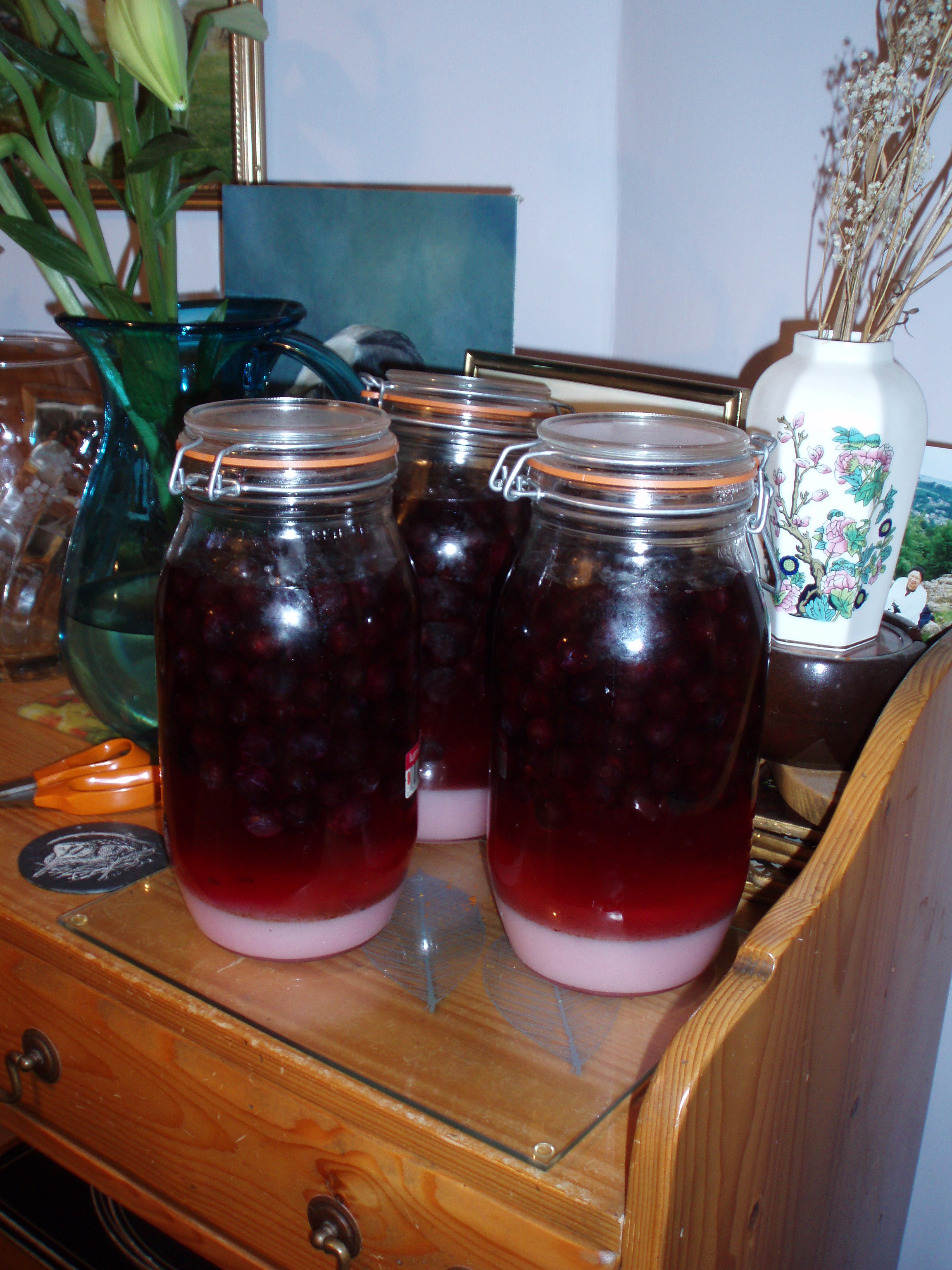
自家製スロー・ジンのビン。

元々はイギリスの家庭で作られていた混成酒（果実酒）の1つであった。その混成酒はジンにスローベリーを浸漬させて作られたものである。この時に使用されたジンが、どのようなタイプのジンであったかはハッキリとしないものの、ここからスロー・ジンという名称で呼ばれるようになったと言われている。
イギリスでは、しばしば家庭の庭でスローベリーを栽培してジャムなどにも利用するなど、スローベリーは家庭でも手に入りやすい材料である。そして、この家庭で作られてきた混成酒を、商業的に生産するようになって、広く流通するリキュールの1つとなった。

## 生産法
メーカーによって細かい部分で異なっているので、ここではスロー・ジンのおおまかな作り方を記す。
商業的に作られているスロー・ジンは、ドライ・ジンのようなジンをベースとしては作られておらず、穀物を原料として生産した蒸留酒をベースとしている。この蒸留酒は中性スピリッツではなく、蒸留の操作によってアルコール度数を95％以上にしていないものである。
これに、破砕したスローベリーを浸漬することによって、スローベリーの香味を抽出する。この時、スローベリーの破砕の仕方が作り手によって異なっており、果肉のみを破砕して使用するケースと、種子もろとも破砕してしまって果肉と種子の両方を使用するケースがある。また、スローベリーだけを浸漬するのではなく、さらにストロベリー（イチゴ）やチェリー（サクランボ）なども一緒に加えたりもする。
そうして、約2ヶ月ほどスローベリーを浸漬した後、濾過を行って果実類を取り除き、そこに砂糖（液糖などの甘味料）を加えて甘味を付け、加水してアルコール度数を調節して瓶詰めされる。なお、場合によってはアーモンド・エッセンスなどを添加するといったように、浸漬法だけではなく、エッセンス法を併用して生産されるケースもある。

## 保存法
これはスローベリーを含むベリー系の果実を使用したリキュールに共通することだが、ベリー系の果実は、加熱によって変質してしまう香味原料の1つであるため、リキュール製造の過程で蒸留法を用いることができない。このため、ベリー系の果実を使用したリキュールは、その香味の劣化を防ぐために、開封後は冷蔵保存を必要とする。

## スロー・ジンの銘柄
ゴードン・スロー・ジン (Gordon's Sloe Gin)
イギリスで生産されているスロー・ジン。アルコール度数は26％。エキス分21％。なお、着色料は使用していない。
ラポニア・プオルッカ (LAPPONIA PUOLUKKA) 
フィンランドを代表するリキュール・メーカーであるマルリ社が生産しているスロー・ジン。「ラポニア」はラップランドに、「プオルッカ」はラップランド地方に育つ果実（英語名ではリンゴンベリー）にそれぞれ命名のルーツを持つ。
ボルス・スロー・ジン (Bols Sloe Gin)
オランダのボルス社が生産している。アルコール度数33％、エキス分16％。
デ・カイパー・スロー・ジン (de Kuyper Sloe Gin)
オランダのデ・カイパー社が生産している。アルコール度数30％、エキス分15％。
ヘルメス・スロー・ジン (Hermes Sloe Gin)
かつて日本のサントリーが生産していた。アルコール度数25度、エキス分25％。
などがある。

## スロー・ジンを使ったカクテル
以下に、スロー・ジンを使ったカクテルの例を挙げる。
エクスポジション （イクスポジション）

エクスポジション（Exposition）とは、ショートドリンク（ショートカクテル）に分類されるカクテル。レシピは、スロー・ジン ： チェリー・ブランデー ： ドライ・ベルモット ＝ 1：1：1。これらをシェークして、カクテル・グラス（容量75〜90ml程度）に注げば完成。
キッス・オブ・ファイア
キッス・オブ・ファイア（Kiss of Fire）を参照のこと。
サンフランシスコ
サンフランシスコ（San Francisco）を参照のこと。
スロー・ジン・カクテル

スロー・ジン・カクテル（Sloe Gin Cocktail）とは、ショートドリンクに分類されるカクテル。レシピは、スロー・ジン ： ドライ・ベルモット ： スイート・ベルモット ＝ 2：1：1。これらを、ミキシング・グラスでステアして、カクテル・グラス（容量75〜90ml程度）に注ぎ、レモンの果皮より精油を絞りかければ完成である。
スロー・テキーラ
スロー・テキーラ（Sloe Tequila）を参照のこと。
スロー・ドライバー

スロー・ドライバー（Sloe Driver）とは、ロングドリンク（ロングカクテル）に分類されるカクテル。レシピは、スロー・ジン ＝ 45ml を、適量のオレンジ・ジュースで割るというもの。スクリュードライバーのベースであるウォッカを、スロー・ジンに変えたので、この名称が付いている。作り方は、氷を入れたタンブラー（容量240ml程度）に、スロー・ジンを注ぎ、そこに適量のオレンジ・ジュースを注いでステアすれば完成である。なお、オレンジ・スライスを飾っても良い。
スロー・ブランデー
スロー・ブランデー（Sloe Brandy）とは、冷たいタイプのロングドリンクに分類されるカクテル。レシピは、ブランデー ＝ 60ml、スロー・ジン ＝ 10ml をシェークして、氷を入れたオールド・ファッションド・グラス（容量180ml程度）に注ぎ、レモンの果皮より精油を絞りかけるというもの。
ペイトン・プレイス
ペイトン・プレイス（Peyton Place）を参照のこと。